# Matías Soto
Matías Soto (Copiapó, 27 aprile 1999) è un tennista cileno.
Specialista del doppio, nel circuito maggiore ha giocato due finali entrambe al Chile Open di Santiago del Cile nel 2023 e nel 2024. Vanta inoltre alcuni titoli nell'ATP Challenger Tour e nel maggio 2025 ha raggiunto la 103ª posizione nel ranking ATP di doppio. Ha fatto il suo esordio nella squadra cilena di Coppa Davis giocando due incontri nella Fase finale dell’edizione 2024.

## Carriera

### Tra gli juniores e nei campionati di College statunitensi
Gioca nell'ITF Junior Circuit tra il 2015 e il 2017, vince quattro titoli in singolare e quattro in doppio in tornei minori e raggiunge il 57º posto nel ranking mondiale juniores. Nel 2017 si trasferisce per gli studi universitari negli Stati Uniti alla Baylor University e viene inserito nella squadra di tennis dell'ateneo, impegnata nei campionati NCAA di college. Consegue buoni risultati e riceve diversi premi; nel 2021, alla sua penultima stagione, viene inserito nella lista degli All American in singolare. Torna definitivamente in Cile nel 2022 con una laurea e la specializzazione in Giornalismo.

### Professionista
Fa le sue prime due apparizioni tra i professionisti nel dicembre 2016 in tornei ITF. Nei cinque anni successivi è impegnato negli Stati Uniti, gioca solo occasionalmente nel circuito e nel luglio 2019 disputa la prima finale in doppio in un torneo ITF M25 a Buenos Aires. Il primo titolo da professionista arriva nel novembre 2020 in un torneo ITF M15 di doppio a Fayetteville (Arkansas). Terminati gli studi, nel giugno del 2022 inizia a giocare con continuità nel circuito e subito trionfa in un ITF M15 a Quito conquistando il primo titolo in singolare. Ad agosto vince il singolare anche in un M25 a Portoviejo.
Nel marzo 2023, al suo esordio nel circuito maggiore, raggiunge la finale di doppio al Chile Open in coppia con Thiago Seyboth Wild e vengono sconfitti da Andrea Pellegrino / Andrea Vavassori con il punteggio di 4-6, 6-3, [10-12]; guadagna 429 posizioni nel ranking ed entra per la prima volta nella top 300. A luglio vince il primo titolo Challenger al CH50 di Santa Fe in coppia con lo statunitense Vasil Kirkov. Dopo aver perso la finale di doppio al Santa Cruz Challenger, a fine stagione vince il doppio anche al Challenger Temuco assieme a Mateus Alves. Chiude il 2023 con il nuovo miglior ranking alla 180ª posizione mondiale.
Nel marzo 2024 raggiunge la finale di doppio al Chile Open anche alla sua seconda apparizione nel circuito maggiore, questa volta assieme a Orlando Luz, e cedono in due set a Tomás Barrios Vera / Alejandro Tabilo. A fine mese disputa la sua prima finale Challenger in singolare a San Luis Potosí e viene sconfitto da Nicolás Mejía. Dopo la finale persa a giugno in doppio al Santa Cruz de la Sierra II sale al 144º posto mondiale. Sempre a giugno vince il doppio al Challenger Ibagué e ad agosto l'Open Bogotá, entrambi assieme a Finn Reynolds, e dopo due successi nei tornei ITF sale al 128º posto mondiale. A settembre fa il suo esordio nella squadra cilena di Coppa Davis con due sconfitte in doppio nelle sfide contro la Germania e gli Stati Uniti. Poco dopo si aggiudica il torneo di doppio al Challenger Antofagasta in coppia con Mateus Alves e a ottobre vince il Curitiba Challenger in coppia con Fernando Romboli.
Eliminato al turno di esordio al Chile Open 2025, perde gran parte dei punti guadagnati nell'edizione precedente e scende nel ranking. Risale a marzo raggiungendo in coppia con Vasil Kirkov quattro finali Challenger consecutive, perdono la prima a Córdoba e vincono le successive a Santiago del Cile, a Asunción e a Concepción. A maggio porta il migior ranking al 103º posto mondiale. A luglio vince il Challenger 175 di Segovia in coppia con Federico Zeballos.

## Statistiche

### Doppio

#### Finali perse (2)
| Legenda                   |
| Grande Slam (0)           |
| ATP World Tour Finals (0) |
| ATP Masters 1000 (0)      |
| ATP World Tour 500 (0)    |
| ATP World Tour 250 (2)    |

| N. | Data         | Torneo           | Superficie  | Compagno            | Avversari in finale                 | Punteggio         |
| 1. | 5 marzo 2023 | Chile Open, Cile | Terra rossa | Thiago Seyboth Wild | Andrea Pellegrino Andrea Vavassori  | 4-6, 6-3, [10-12] |
| 2. | 3 marzo 2024 | Chile Open, Cile | Terra rossa | Orlando Luz         | Tomás Barrios Vera Alejandro Tabilo | 2-6, 4-6          |

### Tornei Challenger

#### Doppio

##### Vittorie (9)
| N. | Data              | Torneo                                 | Superficie  | Compagno          | Avversari in finale                    | Punteggio            |
| 1. | 8 luglio 2023     | AAT Challenger Santa Fe, Santa Fe      | Cemento     | Vasil Kirkov      | Ignacio Carou Ignacio Monzón           | 7-6(3), 6-2          |
| 2. | 2 dicembre 2023   | Challenger Temuco, Temuco              | Cemento     | Mateus Alves      | Aleksandar Kovacevic Keegan Smith      | 6-2, 7-5             |
| 3. | 29 giugno 2024    | Challenger Ibagué, Ibagué              | Terra rossa | Finn Reynolds     | Leonardo Aboian Valerio Aboian         | 6-4, 4-6, [10-7]     |
| 4. | 10 agosto 2024    | Open Bogotá, Bogotà                    | Terra rossa | Finn Reynolds     | Benjamin Lock João Lucas Reis da Silva | 6-3, 6-4             |
| 5. | 28 settembre 2024 | Challenger Antofagasta, Antofagasta    | Terra rossa | Mateus Alves      | Leonardo Aboian Valerio Aboian         | 6-1, 6-4             |
| 6. | 26 ottobre 2024   | Curitiba Challenger, Curitiba          | Terra rossa | Fernando Romboli  | Karol Drzewiecki Piotr Matuszewski     | 7-6(5), 7-6(4)       |
| 7. | 15 marzo 2025     | Santiago Challenger. Santiago del Cile | Terra rossa | Vasil Kirkov      | Luís Britto Mateus Alves               | 6-4, 6-3             |
| 8. | 22 marzo 2025     | Paraguay Open, Asunción                | Terra rossa | Vasil Kirkov      | Guillermo Durán Mariano Kestelboim     | 6-3, 6-4             |
| 9. | 29 marzo 2025     | Challenger Concepción, Concepción      | Terra rossa | Vasil Kirkov      | Seita Watanabe Takeru Yuzuki           | 6-2, 6-4             |
| 9. | 26 luglio 2025    | Open Castilla y León, Segovia          | Cemento     | Federico Zeballos | Arthur Reymond Luca Sanchez            | 3-6, 7-6(5), [16-14] |